# デイビッド・ラック
デイビッド・ランバート・ラック（David Lambert Lack、1910年7月16日 - 1973年3月12日）はイギリスの生態学者、鳥類学者。群選択に反対し、個体選択の重要性を主張した初期の一人で、進化学へ生活史戦略と生態学的アプローチを持ち込んだ最初の一人でもある。

## 生い立ち
ラックはロンドンに生まれ、ノーフォーク州のグレシャム・スクールに通った後、ケンブリッジ大学のモードリン・カレッジで自然科学を学んだ。彼の父、ハリー・ランバート・ラックは軍医で、後にイギリス医師会の会長を務めた。ハリーはノーフォークの農家で育ち、ロンドン王立病院で外科医となった。母キャサリンはスコットランド人の父とイギリス・インド軍の中尉の娘の間に生まれた。
ラックは15歳までロンドンのデボンシャープライスの邸宅で暮らした。9歳までには多くの鳥類の名前を覚え、観察記録を付けた。
ケンブリッジを卒業するとダーリントンホール校の生物学教師となった。1938年の夏に休暇を取り、趣味であった鳥の行動を研究するためにガラパゴス諸島へ渡った。翌1939年の4月から8月まではカリフォルニア・アカデミーオブサイエンスとアメリカ・ニュージャージー州のエルンスト・マイアの家で過ごした。1939年に戦争が始まるとイギリスに戻った。
第二次大戦の間、ラックはイギリス軍のレーダー部隊に勤務した。戦争が終わると高校教師へ戻らず研究生活を選んだ。ガラパゴス諸島での研究が認められ、オックスフォード大学の野外鳥類研究所の所長となった。戦争中の経験は、のちに鳥の渡りの研究にレーダーを使うアイディアを生み出した。1948年にケンブリッジ大学モードリン・カレッジで理学博士号を取得した。
1973年にラックはガンのために死去した。

## 研究
ラックの鳥類学における業績は全て現生鳥類に関するものである。彼はイギリスの生活史戦略研究のパイオニアの一人である。特に、伝統的な鳥類学者が形態学と地理的分布に焦点を合わせていた時期に、彼は鳥類の行動や生活史戦略への量的アプローチを行った。ラックの代表的な科学的研究には個体群の密度依存調節が挙げられる。彼の研究は、自然選択が生き残る子の数を最大化するようなクラッチサイズ（一巣卵数）を好むことを示している。彼の解釈はクラッチサイズが密度とは関連していないと主張するウィン＝エドワーズとの論争を巻き起こした。これは最も早い群選択に関わる議論である。ラックの研究は巣棲性鳥類の研究に基づいていたが、近年のいくつかの研究は海鳥など他のグループの鳥類にはこれが当てはまらないかも知れないことを示唆している。
ラックは鳥類学雑誌に多くの論文を書いたが、独特の忘れがたいタイトルを付けることを得意とした。1935年にジャーナル・アイビス誌へ投稿した「ビショップバード（司教鳥）の領土と一夫多妻：ベニビタイキンランチョウ」は、雑誌の編集者にそれまで単にビショップと呼ばれていた鳥類が、そのタイトルによって誤解を引き起こすかも知れないと考えさせた。
ラックのもっと有名な仕事は「ダーウィンフィンチ」に関する研究である。ラックはガラパゴス諸島のフィンチ類に、チャールズ・ダーウィンの名前を関連づけた。しばしば忘れられがちだがこの仕事には二つの解釈があり、結論において有意な違いがある。一つはガラパゴス諸島訪問後に書かれた一冊の本並みの長さのある論文で、それによればラックはダーウィンフィンチ類の嘴の長さの差を、種を認識するための信号であり、生殖的隔離をもたらすメカニズムであると解釈している。二つ目は後年の本で、そこでは嘴の大きさの差異は異なる食物ニッチへの適応であると解釈しており、それ以来豊富な観察が二番目の解釈の正しさを確認している。この心変わりは、ラックの序文によれば、戦争中にデータを見直した結果であるという。この解釈の転換の影響は、嘴の差異を主に生殖的隔離メカニズムの副産物と考えるのではなくて、それぞれに適した食物を取り扱うための自然選択による種分化の結果であると強調する。彼の研究は現代の総合説に貢献し、進化は単なるランダムな現象ではなく、自然選択が主要な進化の原動力として実際に働いていると認められるようになった。ラックの研究はグラント夫妻と同僚たちによる幅広い研究の基盤となった。さらにガラパゴスの動物相によって提示された理論は、例えばロバート・マッカーサーとE.O.ウィルソンのような島嶼生物学の研究を促した。
種の生態学的重要性に対する関心をよみがえらせた名声を受ける資格がある人物はデイヴィッド・ラックだ。...種形成のプロセスは、隔離でだけでは完全でなく、潜在的な競争者と共存を許容するような適応の獲得が必要であると、今完全に明らかにされている。－エルンスト・マイア

## 信仰
ラックは英国国教会の信者で、1957年には「Evolutionary theory and Christian belief」という簡潔な本でキリスト教信仰と進化論について述べている。この本は、後にスティーヴン・ジェイ・グールドによって明確にされる「重複することなき教導権（宗教と科学の厳格な棲み分け）」を予兆している。アーサー・ケインは次のように述べている。「私が知る限り、ラックはその時代にあって宗教観が自然選択の視点に影響を及ぼさなかったただ一人の人物である」。

## 受賞歴他
1951年にロンドン王立協会の会員に選出された。1958年にイギリス鳥類学者連盟からゴッドマン＝サルビン・メダルを受賞した。1962年から66年まで国際鳥類学会議の議長を務めた。その間の1964年から65年までイギリス生態学会の会長を務めた。1972年にはダーウィン・メダルを受賞した。

## 業績

### 日本語訳書
- 『ロビンの生活』〈世界動物記シリーズ(1)〉1973年 思索社 ISBN 4783500231
- 『ダーウィンフィンチ―進化の生態学』1974年、1985年 思索社 ISBN 4783500290
- 『進化―ガンカモ類の多様な世界』 1976年 新思索社 ISBN 4783500452
- 『鳥学の世界へようこそ』〈ナチュラル・ヒストリー選書〉1991年 平河出版社 ISBN 4892031925
- 『天上の鳥 アマツバメ―オックスフォード大学博物館の塔にて』1997年 平河出版社 ISBN 4892032883

### 書籍
- 1943. The life of the Robin. Witherby, London.
- 1947. Darwin's Finches. Cambridge University Press (reissued in 1961 by Harper, New York, with a new preface by Lack; reissued in 1983 by Cambridge University Press with an introduction and notes by Laurene M. Ratcliffe and Peter T. Boag). ISBN 0-521-25243-1
- 1950. Robin Redbreast. Oxford. (A new edition of this book, revised and expanded by Lack's son Andrew, was published under the title Redbreast: the Robin in life and literature by SMH Books in 2008.)
- 1954. The natural regulation of animal numbers. Oxford University Press, Oxford.
- 1956. Swifts in a tower. Methuen, London.
- 1957. Evolutionary theory and Christian belief: the unresolved conflict.  Methuen, London.
- 1966. Population studies of birds. Oxford University Press, Oxford.
- 1968. Ecological adaptations for breeding in birds. Methuen, London.
- 1971. Ecological isolation in birds. Harvard University Press, Cambridge, Mass. and Blackwell, Oxford.
- 1976. Island biology illustrated by the land birds of Jamaica. University of California Press, Berkeley. ISBN 0-520-03007-9 (posthumously).

### 論文
- 1940. Evolution of the Galapagos finches. Nature 146:324–327.
- 1942. Ecological features of the bird faunas of British small islands. Journal of Animal Ecology 11:9–36.
- 1945. The Galapagos finches (Geospizinae): a study in variation. Occasional Papers of the California Academy of Sciences 21:i-vii, 1–152.
- 1947-8. The significance of clutch-size. Ibis 89, 302-52; 90, 25–45.
- 1949. The significance of reproductive isolation. In Jepsen G, Mayr E and Simpson GG (eds) Genetics, paleontology and evolution. Princeton.
- 1954. The evolution of reproductive rates. In Huxley J, Hardy AC and Ford EB (eds). Evolution as a process. Allen & Unwin, London.
- 1973. The numbers of species of hummingbirds in the West Indies. Evolution 27:326–337.